# Épuration du biogaz
L'épuration du biogaz est un procédé de séparation des mélanges gazeux permettant de transformer du biogaz en biométhane riche en méthane en retirant le dioxyde de carbone. Plusieurs technologies sont disponibles sur le marché.

## Contexte
Le biogaz produit par méthanisation est un mélange de gaz. Ses deux composants principaux sont le méthane combustible (CH4, 50 à 60%) et le dioxyde de carbone (CO2, 40 à 50%). Il contient aussi des traces d'autres produits (vapeur d'eau, hydrogène sulfuré, etc.). Il peut être utilisé à l'état brut ou purifié afin d'être utilisé comme substitut au gaz naturel. Il faut alors retirer la plupart des traces et l'essentiel du dioxyde de carbone pour atteindre un gaz contenant plus de 97% de méthane.

## Technologies
Plusieurs technologies ont été développées pour séparer le CO2 du CH4, initialement dans l'industrie pétrolière, puis adaptées à l'enrichissement du biogaz.

### Absorption
L'absorption, par des amines ou de l'eau, est le premier procédé développé pour retirer les composés acides des hydrocarbures, principalement l'hydrogène sulfuré et le dioxyde de carbone. Les amines utilisées comme solvant doivent être régénérées.

### Adsorption (PSA)
La technique d'adsorption par inversion de pression (Pressure-swing adsorption ou PSA en anglais) utilise des adsorbants solides pour capturer le dioxyde de carbone. De nouveaux matériaux ont ainsi été développés dans ce but.

### Membranes
La séparation membranaire permet le passage sélectif du dioxyde de carbone à travers la membrane poreuse fine, laissant un mélange gazeux riche en méthane dans le conduit. C'est historiquement la méthode utilisée pour traiter le gaz de décharge.

### Cryogénie
Le dioxyde de carbone peut être séparé du méthane en descendant la température sous −75 °C. Il sort alors sous forme liquide.

## Marché
A l'échelle mondiale, la technologie de lavage à l'eau domine les installations présentes dans les années 2010.
Des entreprises françaises se sont spécialisées dans l'épuration du biogaz en biométhane : Arol Energy, CryoPur, Deltalys, Prodeval et Waga Energy. L'allemand Evonik est le leader mondial de la technologie membranaire.

## Réglementation
Les contraintes de qualité sont imposées par le gestionnaire de réseau de gaz naturel. En France, la sécurité des installations d'épuration est incluse dans les réglementations ICPE des installations de méthanisation.